# Marcel Schliedermann
Marcel Schliedermann (* 2. Januar 1991 in Ehingen) ist ein ehemaliger deutscher Handballspieler.
Schliedermann begann in der Jugend bei der TSG Ehingen. In der C-Jugend wurde er in die Landesauswahl berufen. Danach wechselte er zum Regionalligisten TV 1893 Neuhausen. Mit der A-Jugend wurde er 2009 Deutscher Meister. Am 6. Februar 2009 gab der HSV Hamburg die Verpflichtung von Schliedermann bekannt. Er hatte einen Fünfjahresvertrag mit den Hanseaten abgeschlossen. Er spielte seit der Saison 2009/10 beim HSV Hamburg in der Handball-Bundesliga und mit Förderlizenz beim VfL Bad Schwartau in der 2. Handball-Bundesliga. Ab dem Sommer 2012 lief er in erster Linie für den VfL Bad Schwartau auf. Schliedermann kann sowohl mit rechts als auch mit links werfen und ist im Rückraum vielseitig einsetzbar. Zur Saison 2014/15 wechselte er zum ThSV Eisenach. Im Sommer 2019 schloss er sich dem TV Emsdetten an. Ab dem Sommer 2023 lief er für die 2. Mannschaft von GWD Minden auf. Nach der Saison 2024/25 beendete er seine Karriere.
Schliedermann hat 19 Jugend-Länderspiele bestritten und dabei 28 Treffer erzielt.  Anschließend stand er im Kader der Junioren-Nationalmannschaft, mit der er bei der U-19-Weltmeisterschaft 2009 den 7. Platz belegte.

## Erfolge
- Deutscher Meister 2011 mit dem HSV Hamburg
- DHB-Pokalsieger 2010 mit dem HSV Hamburg
- DHB-Supercup-Sieger 2009 und 2010 mit dem HSV Hamburg
- Champions-League-Sieger 2013
- Deutscher A-Jugend-Meister 2009
- A-Jugend-Europameister 2008